# فرانكو غالينا
فرانكو غالينا (بالإيطالية: Francesco Gallina)‏ هو لاعب كرة قدم إيطالي في مركز الهجوم، ولد في 1945 في نابولي في إيطاليا، وتوفي بنفس المكان في 5 يوليو 2021. لعب مع نادي أتلانتي ونادي تشيزينا ونادي جنوى ونادي فيرتوس إينتيلا.